# Woo In-hee
Woo In-hee (tiếng Triều Tiên: 우인희; k. 1940 – 1981) là một diễn viên nữ người Triều Tiên và là người tình của Kim Jong-il.
Woo In-hee trở nên nổi tiếng vào những năm 1960 và 1970. Nhờ nhăn sắc xinh đẹp, cô được giao nhiều vai diễn trong hàng chục bộ phim. Cô kết hôn với Yoo Hosun, một đạo diễn phim nổi tiếng, nhưng cô đã dính líu đến các mối quan hệ ngoài hôn nhân của mình. Vào cuối những năm 1970, cô trở thành người tình bí mật của Kim Jong-il. Sau khi Woo tiếp tục ngoại tình với một người đàn ông khác, Kim đã xử bắn công khai cô trước 6.000 người chứng kiến.

## Đầu đời
Woo In-hee chào đời tại Kaesong. Mặc dù năm sinh chính xác của cô vẫn còn là một bí ẩn, nó được tin rằng vào khoảng cuối những năm 1930 và 1940. Cô từng phục vụ trong Chiến tranh Triều Tiên. Vốn là một vũ công, cô sau đó được đưa tới Bình Nhưỡng để trở thành một diễn viên. Cô được xem là người phụ nữ xinh đẹp nhất Triều Tiên.

## Sự nghiệp
Chỉ sau một năm tại Bình Nhưỡng, Woo In-hee được trao vai chính trong bộ phim Xuân Hương truyện, vai diễn giúp cô trở nên nổi tiếng ngay lập tức. Cô sau đó đã tiếp tục diễn trong nhiều bộ phim nổi tiếng. Woo giành được hàng tá giải thưởng và được trao tặng danh hiệu Diễn viên nhân dân Triều Tiên. Những chiến tích của cô đã thu hút ánh nhìn và sự quan tâm của Kim Jong-il. Như một hành động thể hiện sự tự tin, cô đã được cấp một giấy phép đặc biệt cho phép cô du lịch và học tập diễn xuất tại Tiệp Khắc. Sự nghiệp của Woo phát triển mạnh trong những năm 1960 và 1970.

## Cuộc sống cá nhân

### Kết hôn với Yoo Hosun
Sau khi trở về nước từ Tiệp Khắc, Woo In-hee kết hôn với Yoo Hosun, đạo diễn tài năng nhất đất nước. Cặp đôi có với nhau ba người con trai. Mặc dù vậy, Woo bắt đầu ngoại tình với những người đàn ông khác từ những năm 1970, điều này đã hủy hoại danh tiếng của cô. Mối quan hệ ngoài luồng đầu tiên của cô là với một người đàn ông trong đoàn làm phim. Những mối quan hệ bất chính khác của cô cũng đều là những người làm trong ngành công nghiệp điện ảnh. Cuối những năm 1970, tin đồn đã lan rộng đến mức các đồng nghiệp của cô đã trực tiếp đối chất cô. Họ cáo buộc cô đã ngoại tình trong một buổi đại hội phê đấu, nhưng Woo đã phản ứng lại một cách bất chấp, chỉ ra rằng những người đang buộc tội cô thực ra là những người đàn ông đã ngoại tình với cô và do đó họ cũng chỉ là những kẻ ngoại tình. Sự nghiệp của cô đã bị hủy hoại khi cô bị tước danh hiệu Diễn viên nhân dân và thay vì được diễn xuất, cô phải lau dọn lò hơi của hãng phim trong vòng một năm, một công việc nguy hiểm với ca làm việc kéo dài 12 tiếng. Vào năm 1979, cô bất ngờ được cho phép quay trở lại diễn xuất, thậm chí còn được giao vai chính.

### Ngoại tình với Kim Jong-il
Woo In-hee đã bắt đầu ngoại tình với Kim Jong-il. Không rõ khoảng thời gian chính xác họ bắt đầu mối quan hệ, có thể là cuối những năm 1970. Thời điểm ấy, bộ phim Unsung Heroes đang được ghi hình và người chồng của cô Yoo Hosun cũng tham gia đóng phim. Có thể Kim và Woo đã ngoại tình nhiều năm trước khi sự nghiệp của Woo sụp đổ, hoặc thất bại đó của Woo đã giúp cho Kim có cơ hội để tiếp cận cô và đổi lại ông sẽ giúp cô quay lại đỉnh cao sự nghiệp. Kim có một điệp viên luôn đi theo và báo cáo về mọi hành động của cô. Mối quan hệ bất chính này là tuyệt mật và được giữ kín ngay cả với người chồng của Woo là Yoo Hosun.
Sau Kim, Woo lại đem lòng yêu một chàng trai người Triều Tiên trẻ sống tại Nhật Bản, người đã đến Triều Tiên để làm việc tại một đài phát thanh (danh tính của anh được giấu kín). Woo gặp chàng trai ấy và anh đã thành công lấy được tình cảm miễn cưỡng ban đầu của cô. Cặp đôi không thể gặp nhau ở nơi công cộng, nên họ chỉ có thể gặp nhau trên chiếc Mercedes của người đàn ông khi họ lái xe nhiều giờ cùng nhau. Mùa đông năm 1980, sau một chuyến lái xe vui vẻ, họ được tìm thấy trong tình trạng ngộ độc carbon monoxide do động cơ vẫn hoạt động và cửa xe đóng kín để tránh rét. Chàng trai đã qua đời và Woo đã mất hai tuần để có thể hồi phục. Khi bị thẩm vấn về sự cố, cô đã nhắc tới Kim Jong-il.

## Hành quyết
Kim Jong-il quyết định xử tử Woo vì tội tiết lộ mối quan hệ bí mật giữa hai người. Năm 1981, Woo được thông báo cô đã được tự do, nhưng thay vào đó cô bị đưa đến trường bắn Học viện Quân sự Kang Kon nằm ở phía Bắc của Bình Nhưỡng. Cô bị trói vào cột và xử bắn trước mặt 6.000 người. Mười hai tay súng, mỗi người bắn tới 10 loạt đoạn từ khẩu AK-47, đến mức cơ thể của cô không còn có thể nhận dạng. Người chồng của Woo bị ép phải đến xem buổi hành quyết. Kim đã xóa sổ cuộc hôn nhân giữa Woo và Yoo và ép các diễn viên khác phải hoàn thành bộ phim Unsung Heroes còn dang dở.
Danh tính của Woo bị xóa sổ khỏi các tạp chí và phim ảnh. Các vai diễn, hình ảnh của cô trong các bộ phim bị cắt bỏ, khiến cốt truyện của chúng trở nên rời rạc và khó hiểu. Mặc dù 6,000 người chứng kiến không được phép nói về những gì họ đã thấy, sự việc này vẫn được phổ biến rộng rãi tại Triều Tiên. Một phim truyện truyền hình Hàn Quốc, Until the Azalea Blooms, đã mô tả lại cuộc đời cô. Bộ phim bị cấm chiếu tại Triều Tiên và những ai xem nó sẽ phải lĩnh hậu quả.

## Danh sách phim
- Xuân Hương truyện (1959) (춘향전)[2]